# 海南省高级人民法院
海南省高级人民法院是中華人民共和國海南省的高级人民法院。

## 机构设置
- 海南省高级人民法院审判委员会

### 内设机构
- 党组办公室
- 政治部
- 立案审判第一庭（涉诉信访办公室）
- 立案审判第二庭
- 刑事审判第一庭
- 刑事审判第二庭
- 民事审判第一庭
- 民事审判第二庭
- 民事审判第三庭
- 环境资源保护庭
- 行政审判庭
- 赔偿委员会办公室
- 审判监督第一庭
- 审判监督第二庭
- 铁路运输审判庭
- 执行局
- 审判事务管理办公室
- 研究室
- 督察局
- 司法行政装备管理处
- 司法警察总队
- 司法技术处
- 机关党委（机关工会）
- 新闻宣传处
- 司法国际合作处
- 机关后勤服务中心
- 法官进修学院（国家法官学院海南分院）

## 历任领导
院长
副院长

## 知名案例
- 海航集团有限公司等321家公司实质合并重整案，入选最高人民法院民二庭评选的2021年度全国法院十大商事案件[1]

## 对应中级人民法院/海事法院
- 海南省海口市中级人民法院
- 海南省三亚市中级人民法院
- 海南省三沙市中级人民法院
- 海南省儋州市中级人民法院
- 海南省第一中级人民法院
- 海南省第二中级人民法院
- 中华人民共和国海口海事法院